# Seraya Timur
Seraya Timur is een bestuurslaag in het regentschap Karangasem van de provincie Bali, Indonesië. Seraya Timur telt 6687 inwoners (volkstelling 2010).